# Lac de Neuteu
Le lac de Neuteu, est un lac alpin, situé en Haute-Savoie, dans le massif du Chablais, sur la commune de Novel.